# آنژیارتارفیک
آنژیارتارفیک، (به انگلیسی: Angiartarfik) املا سابق Angîârtarfik، یک کوه در شهرداری کویالک، واقع در جنوب گرینلند است.

## جغرافیا
آنژیارتارفیک کوهی است با قله‌های سنگی متعدد که ارتفاع قله آن به ۱۸۲۴ متر می‌رسد. بخش زیادی از این کوه غیر یخچالی بر فراز استوردالن هاون، در حدود ۲ کیلومتری غرب ساحل تورسوکاتاک واقع شده‌است.
آنژیارتارفیک به همان شیوه Alleruusakasiit همسایه، واقع در آن سوی دره در جنوب، کوهی مشهور در میان کوهنوردان است، به ویژه چهره شرقی آن.